# Cupra

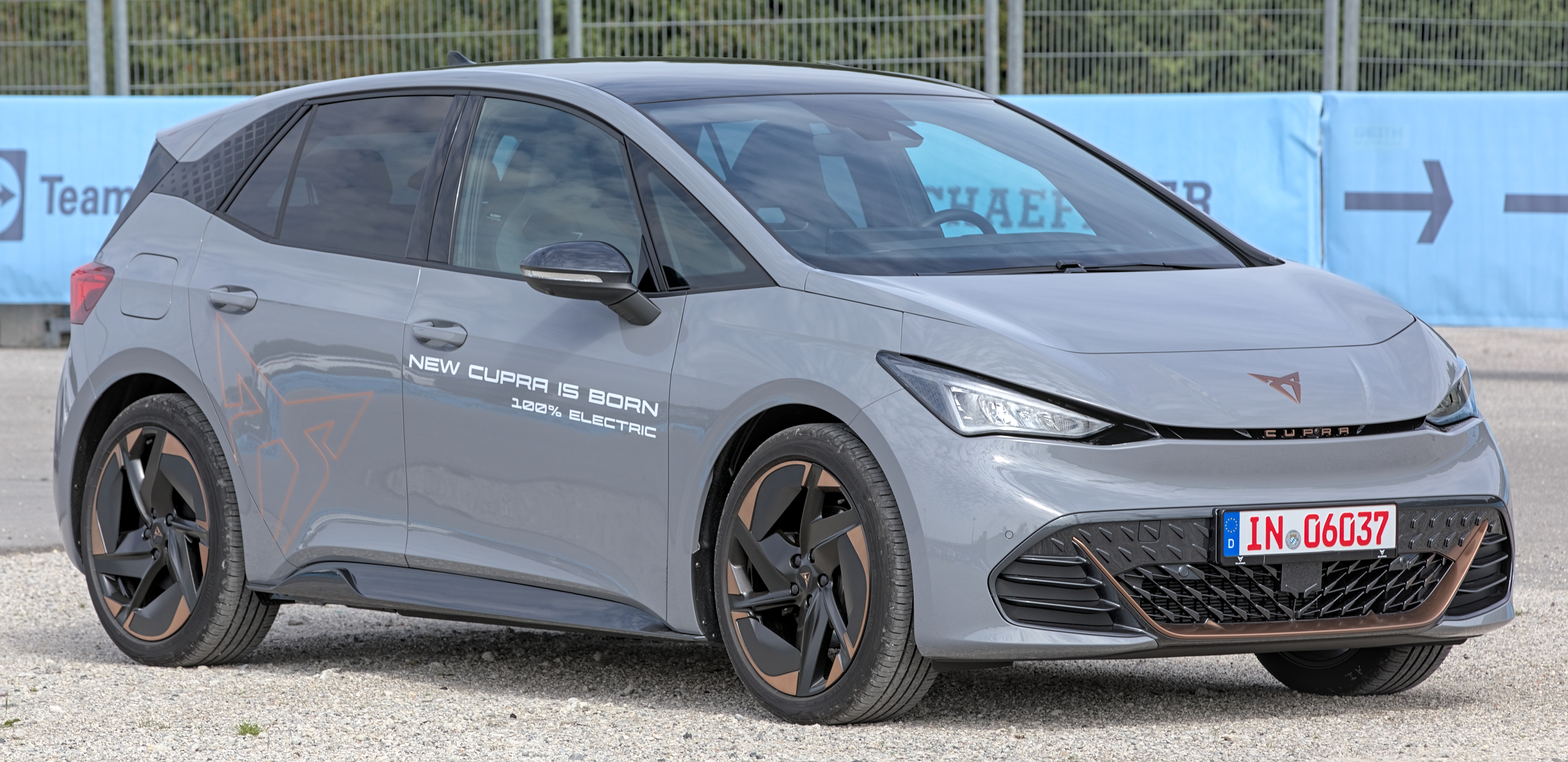
Cupra Born

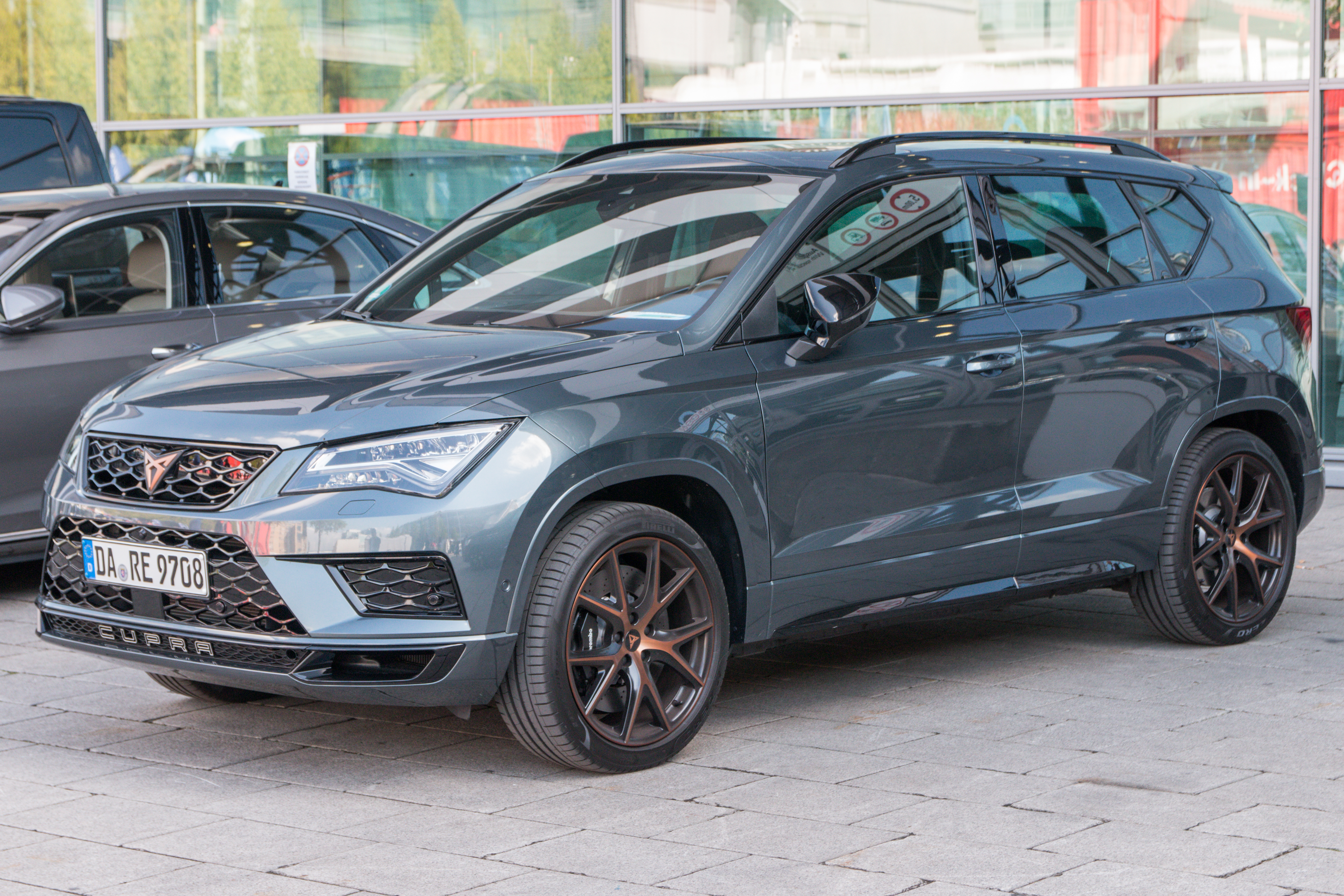
Cupra Ateca

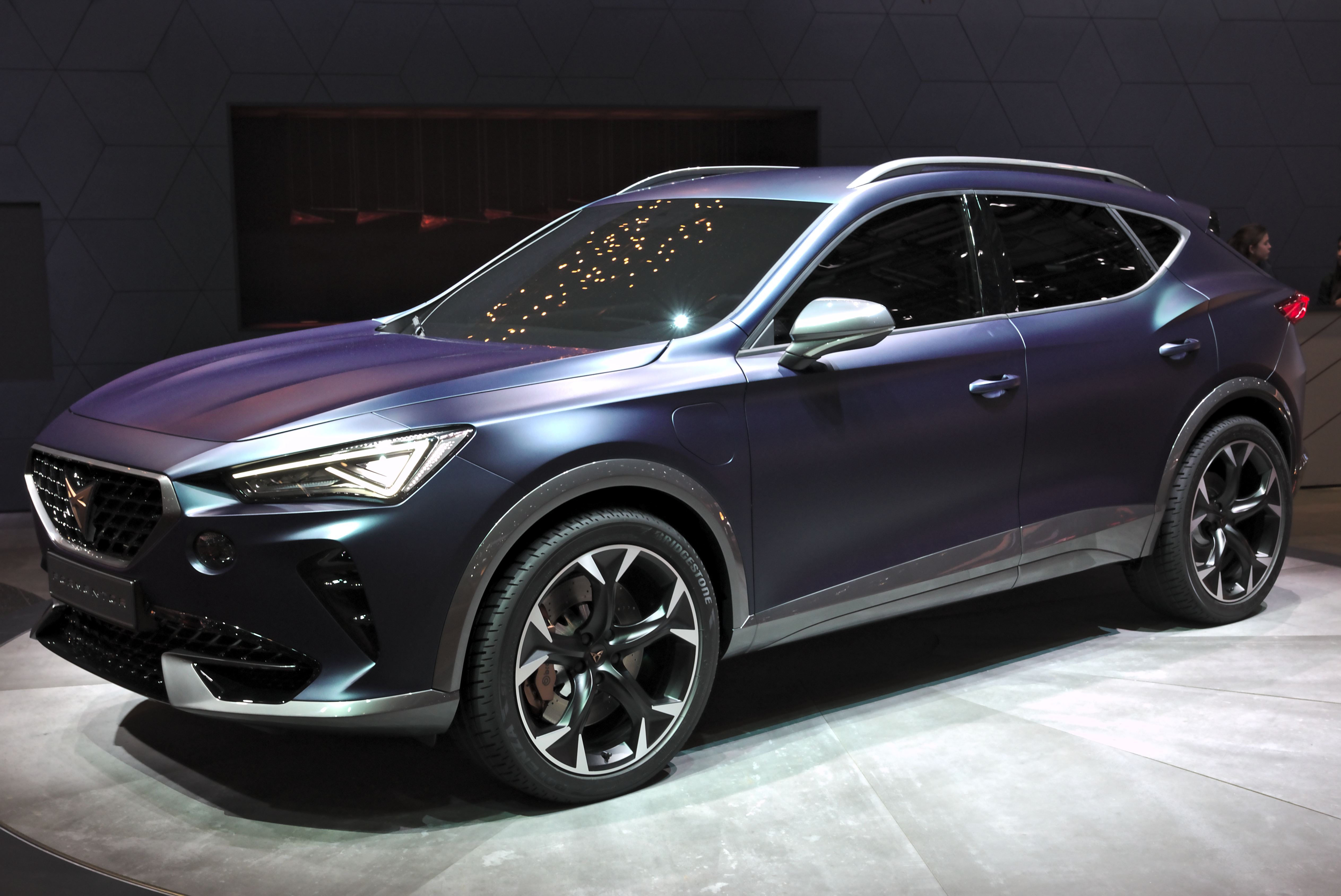
Cupra Formentor Concept

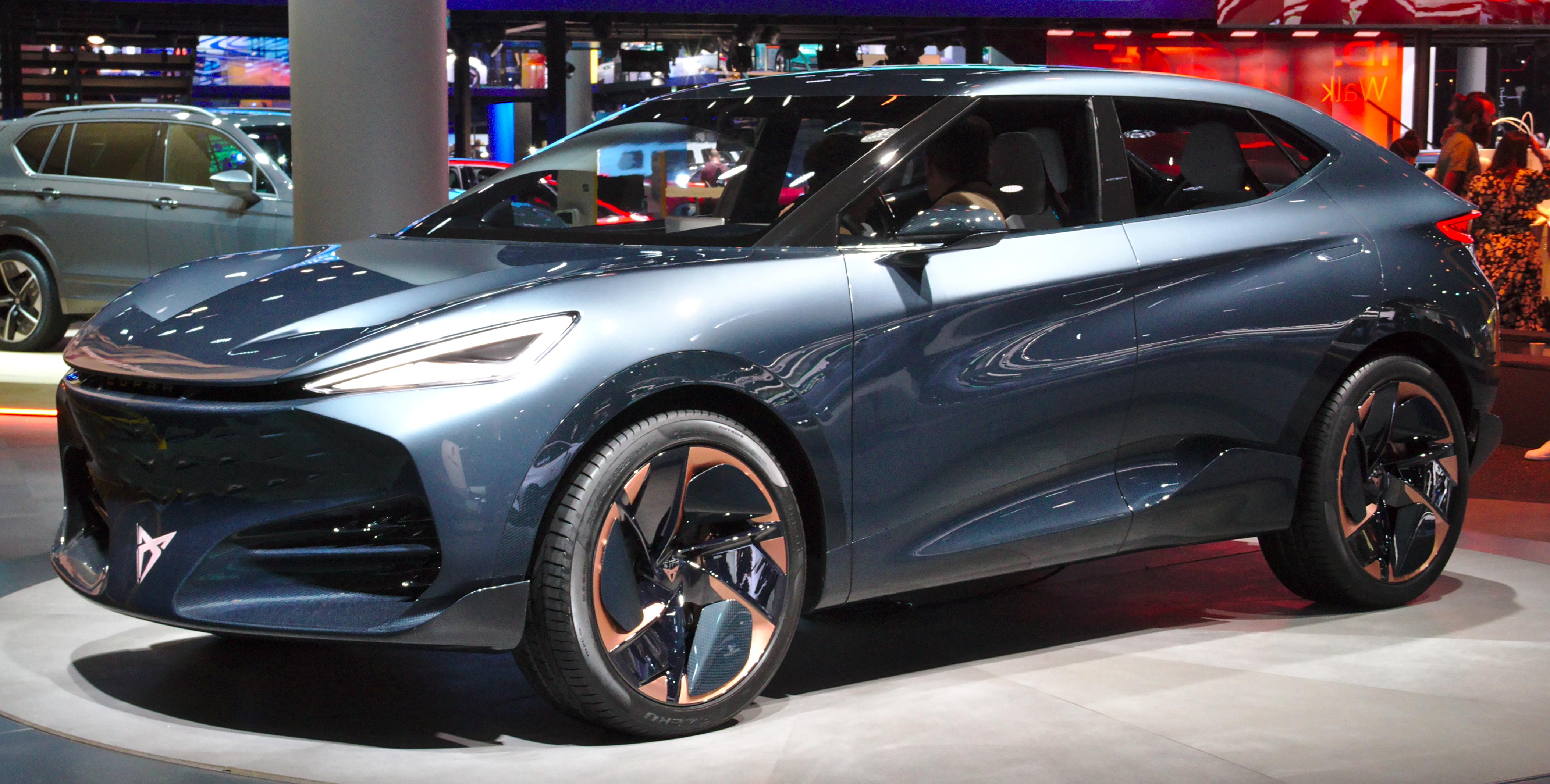
Cupra Tavascan Concept

Cupra – hiszpański producent samochodów sportowych z siedzibą w Martorell działający od 2018 roku. Należy do niemieckiego koncernu Volkswagen Group.

## Historia
Dziedzina samochodów wyczynowych pojawiła się w historii hiszpańskiej marki SEAT w 1985 roku, kiedy to producent utworzył specjalny dział o nazwie Seat Sport do skoncentrowania się na sportach motorowych (m.in. samochodach turystycznych i rajdach WRC) oraz najszybszych wariantach osobowych pojazdów producenta. Po raz pierwszy SEAT zastosował nazwę Cupra dla modelu IBIZA z silnikiem 2.0 16V. Rozwinięciem nazwy Cupra było Cup Racing, co również znalazło się na nadwoziu wspomnianej IBIZY. Miało to miejsce w 1996 roku, W sierpniu 1999 roku  nazwa Cupra posłużyła dla sportowego, najszybszego wariantu pierwszej generacji modelu León. Przez kolejne dwie dekady nazwa Cupra była używana także dla sportowych wariantów mniejszego modelu Ibiza, aż do początku 2018 roku.
31 stycznia 2018 SEAT ogłosił, że linia sportowych modeli Cupra zostanie wydzielona jako odrębna marka samochodów sportowych. Zaprezentowano unikalne logo, a także plany związane z rozwojem oferty modelowej. Pierwszym seryjnym samochodem producenta okazał się kompaktowy crossover Ateca oparty na bazie modelu SEAT-a o takiej samej nazwie, którego premiera odbyła się w marcu 2018 roku na Geneva Motor Show.
W kolejnych latach Cupra planuje rozbudować ofertę jednak głównie o samochody opracowane jako odrębne modele, bez bezpośrednich odpowiedników w ofercie macierzystego SEATa. Pierwszą zapowiedzią pojazdów z tego grona był sportowy SUV klasy średniej Formentor Concept przedstawiony w marcu 2019 roku, a kolejnym – wizja napędzanego prądem sportowego SUV-a Coupe o nazwie Tavascan, którą zaprezentowano we wrześniu 2019 roku. Finalnie Cupra Formentor Concept została wprowadzona do produkcji w tym samym czasie czyniąc ją pierwszym własnym modelem marki Cupra. Pierwszym samochodem elektrycznym marki Cupra będzie model Born (wcześniej jako el-Born) a pierwsze sztuki tego modelu będą dostępne w 2022.

## Modele samochodów

### Obecnie produkowane

#### Samochody osobowe
- Leon

#### Samochody elektryczne
- Born
- Tavascan

#### SUV-y
- Formentor
- Terramar

### Historyczne
- Ateca (2018–2024)

### Koncepcyjne
- Cupra Ibiza Concept (2018)
- Cupra Formentor Concept (2019)
- Cupra Tavascan Concept (2019)
- Cupra Raval (2021)
- Cupra DarkRebel (2023)